# Matrimonio igualitario en Durango
El matrimonio entre personas del mismo sexo es legal en el estado mexicano de Durango desde el 19 de septiembre del año 2022 de acuerdo con una orden ejecutiva emitida por el gobernador Esteban Villegas Villarreal el día anterior, dirigida también  a los funcionarios del registro civil estatal para que las parejas del mismo sexo puedan contraer matrimonio en el estado. El Congreso del Estado de Durango aprobó la legislación sobre el matrimonio entre personas del mismo sexo tres días después.

## Historia legal

### Antecedentes
El 12 de junio de 2015, la Suprema Corte de Justicia de la Nación dictaminó que las prohibiciones estatales al matrimonio entre personas del mismo sexo son inconstitucionales en todo el país. El fallo de la corte se considera una "tesis jurisprudencial" y no invalidó las leyes estatales, lo que significa que las parejas del mismo sexo a las que se niega el derecho a casarse aún tendrían que buscar amparos individuales en la corte. El fallo estandarizó los procedimientos para que los jueces y tribunales de todo México aprueben todas las solicitudes de matrimonios entre personas del mismo sexo e hizo obligatoria la aprobación. El tribunal basó su decisión en el artículo 4 de la Constitución de México, que respeta la igualdad matrimonial, al señalar que “El hombre y la mujer son iguales ante la ley. La ley protegerá la organización y desarrollo de la familia”.
El 13 de noviembre de 2014, se anunció que 18 personas habían interpuesto un amparo por el derecho al matrimonio entre personas del mismo sexo en el estado. Se programó una primera audiencia para el 27 de noviembre de 2014. Representantes del Congreso de Durango argumentaron en contra del amparo en la corte, afirmando que las impugnaciones a las disposiciones del Código Civil debían hacerse dentro de los 30 días de promulgado, por lo que los demandantes habían llegado "66 años demasiado tarde". En abril de 2015, las 18 parejas sufrieron otro revés cuando el estado afirmó que no podían solicitar un amparo porque no eran residentes del estado. Las parejas reiteraron su intención de llevar su caso a la Corte Suprema si fuera necesario. 51 parejas del mismo sexo se habían casado a través del recurso de amparo a septiembre de 2022.

### Acción legislativa
En septiembre de 2013, el diputado Israel Soto Peña del Partido de la Revolución Democrática (PRD) presentó un proyecto de ley al Congreso del Estado de Durango para legalizar el matrimonio entre personas del mismo sexo. El 10 de abril de 2014, el proyecto de ley fue rechazado sobre la base de que no abordaría suficientemente los cambios legales necesarios para modificar el Código Civil. En mayo, Soto Peña anunció que reformaría la medida y la volvería a presentar, lo que hizo el 1 de noviembre de 2014. El 10 de febrero de 2016, la Comisión de Justicia del Congreso de Durango aprobó el proyecto de ley. Sin embargo, la discusión plenaria del proyecto de ley fue pospuesta por 6 meses para organizar discusiones sobre el tema e informar a los legisladores sobre el tema antes de una votación. El 31 de enero de 2017, el Congreso rechazó el proyecto de ley en una votación de 4 a 15 con 4 abstenciones. Los cuatro diputados a favor eran miembros del PRD y del conservador Partido Acción Nacional (PAN), mientras que los que se oponían eran en su mayoría miembros del Partido Revolucionario Institucional (PRI). Las elecciones de julio de 2018 dieron como resultado que el Movimiento Regeneración Nacional (Morena), el PRD y el Partido del Trabajo (PT), que han expresado su apoyo al matrimonio entre personas del mismo sexo en sus plataformas partidarias, ganaran la mayoría de los escaños legislativos en Durango.
En julio de 2022, un juez federal ordenó al Congreso de Durango considerar un proyecto de ley de matrimonio entre personas del mismo sexo en su próxima sesión legislativa. El fallo no requería un voto en particular, pero requería que los legisladores dejaran constancia de si votarían para legalizar el matrimonio entre personas del mismo sexo de acuerdo con la jurisprudencia de la Corte Suprema. El tribunal fijó su fecha límite hasta el 1 de septiembre de 2022. Durante los siguientes dos meses, los miembros del Congreso retrasaron las discusiones sobre el proyecto de ley y pospusieron las votaciones varias veces. El 21 de septiembre de 2022, solo tres días después de que el gobernador Villegas Villarreal emitiera un decreto administrativo que legalizaba el matrimonio entre personas del mismo sexo en Durango, el Congreso votó 15 a 9 para aprobar un proyecto de ley que codifica el derecho al matrimonio entre personas del mismo sexo en el Código Civil y modifica las leyes antidiscriminación para incluir la orientación sexual. El proyecto de ley se publicó en el Diario Oficial el 9 de octubre de 2022 y entró en vigor al día siguiente.
Se reformó el artículo 141 del Código Civil para quedar como sigue:

Los funcionarios facultados por la Ley para celebrar el matrimonio garantizarán la no discriminación por: origen étnico o nacional, el género, las discapacidades, la condición social, las condiciones de salud, la religión, las opiniones, las preferencias sexuales o cualquier otra que atente contra la dignidad humana y tenga por objeto anular o menoscabar los derechos humanos.

La votación en el Congreso del estado de Durango se desglosa como sigue:
| Partido político                     | Miembros | Sí | No | Abstención |
| ------------------------------------ | -------- | -- | -- | ---------- |
| Partido Revolucionario Institucional | 8        | 5  | 2  | 1          |
| Movimiento Regeneración Nacional     | 7        | 7  |    |            |
| Partido Acción Nacional              | 6        |    | 6  |            |
| Partido de la Revolución Democrática | 2        | 2  |    |            |
| Partido del Trabajo                  | 1        |    | 1  |            |
| Partido Verde Ecologista de México   | 1        | 1  |    |            |
| Total                                | 25       | 15 | 9  | 1          |

### Decreto administrativo (2022)
El 18 de septiembre de 2022, el gobernador Esteban Villegas Villarreal, que llevaba solo tres días en el cargo, publicó un decreto administrativo que legalizaba el matrimonio entre personas del mismo sexo en Durango. El decreto fue firmado por el Secretario General de Gobernación, Héctor Vela Valenzuela, publicado en el Diario Oficial del Estado y entró en vigor al día siguiente, 19 de septiembre de 2022. Instruyó a los funcionarios del registro civil estatal a expedir licencias de matrimonio a personas del mismo sexo. parejas, para realizar ceremonias de matrimonio para todas las parejas sin discriminación, y eliminó el requisito de que las parejas obtengan un amparo judicial. Villegas Villarreal citó decretos similares en otros estados, incluidos Chihuahua en 2015, Baja California en 2017 y Guanajuato en 2021.

## Opinión pública
Según una encuesta de 2018 del Instituto Nacional de Estadística y Geografía, el 39% del público de Durango se oponía al matrimonio entre personas del mismo sexo.